# Pruchnik (gemeente)
De gemeente Pruchnik is een landgemeente in het Poolse woiwodschap Subkarpaten, in powiat Jarosławski.
De zetel van de gemeente is in Pruchnik.
Op 30 juni 2004 telde de gemeente 9548 inwoners.

## Oppervlakte gegevens
In 2002 bedroeg de totale oppervlakte van gemeente Pruchnik 78,26 km², waarvan:
- agrarisch gebied: 73%
- bossen: 19%

De gemeente beslaat 7,6% van de totale oppervlakte van de powiat.

## Demografie
Stand op 30 juni 2004:
| Omschrijving                   | Totaal | Totaal | Vrouwen | Vrouwen | Mannen | Mannen |
| ------------------------------ | ------ | ------ | ------- | ------- | ------ | ------ |
| eenheid                        | aantal | %      | aantal  | %       | aantal | %      |
| inwoners                       | 9548   | 100    | 4802    | 50,3    | 4746   | 49,7   |
| bevolkingsdichtheid (inw./km²) | 122    | 122    | 61,4    | 61,4    | 60,6   | 60,6   |

In 2002 bedroeg het gemiddelde inkomen per inwoner 1414,97 zł.

## Administratieve plaatsen (sołectwo)
Hawłowice, Jodłówka (sołectwa: Jodłówka en Jodłówka-Parcelacja), Kramarzówka, Pruchnik (sołectwa: Pruchnik Dolny en Pruchnik Górny), Rozbórz Długi, Rozbórz Okrągły, Rzeplin, Świebodna.

## Aangrenzende gemeenten
Dubiecko, Kańczuga, Krzywcza, Roźwienica, Zarzecze
- Gemeinsame Normdatei: 4593158-6
- Virtual International Authority File: 313516333
- WorldCat: E39PBJwxHBGMB3D3XQXcYWPG73